# Nguyễn Hoàng Điệp
Nguyễn Hoàng Điệp (sinh ngày 27 tháng 6 năm 1982) là một nữ nhà làm phim kiêm doanh nhân người Việt Nam. Cô được biết đến rộng rãi với vai trò đạo diễn của bộ phim Đập cánh giữa không trung (2014), tác phẩm tham gia tranh giải tại nhiều liên hoan phim quốc tế như Liên hoan phim Venezia, Liên hoan phim AFI, Liên hoan phim ba châu lục, đồng thời giúp cô đạt giải Đạo diễn xuất sắc nhất tại Liên hoan phim quốc tế Bratislava. Ngoài vai trò đạo diễn, cô còn tham gia hỗ trợ sản xuất các bộ phim điện ảnh độc lập của các nhà làm phim trẻ Việt Nam, chẳng hạn như Bi, đừng sợ! (2010) và Ròm (2019).
Nguyễn Hoàng Điệp từng được chính phủ Pháp trao tặng Huân chương Văn học Nghệ thuật. Cô cũng là người sáng lập Ơ kìa Hà Nội, một không gian sáng tạo với mục đích kết nối nghệ thuật và đời sống, nghệ sĩ và công chúng. Từ năm 2021 đến năm 2023, cô đảm nhiệm vai trò thành viên Hội đồng Trung ương thẩm định và phân loại phim truyện của Cục Điện ảnh Việt Nam.

## Tiểu sử
Nguyễn Hoàng Điệp sinh ngày 27 tháng 6 năm 1982 tại Hà Nội. Cô theo học chuyên Văn tại trường Trung học phổ thông chuyên Hà Nội – Amsterdam. Sau khi tốt nghiệp phố thông, cô thi vào Trường Đại học Sân khấu và Điện ảnh Hà Nội và là thủ khoa khoa Đạo diễn.

## Sự nghiệp

### 2005–2009: Phim ngắn đầu tay và phim truyền hình thiếu niên
Nguyễn Hoàng Điệp bắt đầu sự nghiệp với phim ngắn đầu tay mang tên Mùa thứ 5 (2005), vốn là tác phẩm tốt nghiệp của cô tại Trường Đại học Sân khấu và Điện ảnh Hà Nội. Kịch bản của Mùa thứ 5 đã đoạt giải trong một cuộc thi viết kịch bản phim ngắn do hãng phim TPD Movie tổ chức, và sau đó chính Nguyễn Hoàng Điệp – tác giả của kịch bản, lúc đó đang là sinh viên năm cuối của trường – đã được tài trợ để làm phim. Tác phẩm sau đó đã được lựa chọn vào vòng dự thi của Liên hoan phim ngắn quốc tế Rio De Janeiro vào năm 2005. Năm 2006, bộ phim giành Giải ba tại Cuộc thi phim ngắn toàn quốc 2005.
Năm 2008, Nguyễn Hoàng Điệp được mời đảm nhiệm vai trò đồng đạo diễn cho phim truyền hình thiếu niên Chít và Pi, cùng với Nguyễn Quang Hải là tổng đạo diễn. Phim truyền hình dài 26 tập và được phát sóng trên kênh VTC1 từ tháng 5 năm 2008. Nhớ những kinh nghiệm từ Chít và Pi, cô tiếp tục đảm nhiệm vai trò đạo diễn trong một dự án truyền hình ngắn cho thiếu niên khác là Bộ tứ 10A8, phát sóng từ tháng 6 năm 2009 trên kênh VTV3. Phim truyền hình nhận được nhiều ý kiến trái chiếu từ khán giả.

### 2010–nay:Đập cánh giữa không trungvà các dự án phim độc lập
Năm 2009, Nguyễn Hoàng Điệp tham gia dự án Bi, đừng sợ! dưới vai trò nhà sản xuất điện ảnh, làm việc trực tiếp với đạo diễn Phan Đăng Di. Tác phẩm đã được gửi tham dự gần 40 liên hoan phim quốc tế cũng như giành được những giải thưởng lớn tại các liên hoan phim này. Phim được công chiếu giới hạn tại Việt Nam từ ngày 18 tháng 3 năm 2011. Sau ba ngày công chiếu tại Việt Nam, phim thu hút hơn 3000 lượt khán giả tới xem.
Sau dự án Bi, đừng sợ! với vai trò nhà sản xuất, đạo diễn Nguyễn Hoàng Điệp bắt đầu tập trung vào dự án điện ảnh đầu tay của mình mang tên Đập cánh. Phần kịch bản được cô chấp bút từ năm 2008 khi đang tham gia dự án Quỹ Ford và đang mang thai đứa con thứ hai. Từ năm 2010 đến 2012, Điệp lần lượt mang dự án đến trình bày ở Hàn Quốc và Ý. Ý tưởng ban đầu là câu chuyện về một cô gái trẻ mang thai ngoài ý muốn đang kiếm tiền để phá thai. Trong lúc đó, cô gái lại nhận được tiền từ một người đàn ông đứng tuổi có ham muốn tình dục đặc biệt với những phụ nữ có thai. Theo nữ đạo diễn, bộ phim cần 400.000 EUR để triển khai, nhưng dù tìm đến nhiều đơn vị trong nước nhờ hỗ trợ tài chính, cô đều bị từ chối. Do đó, cô quyết định dùng tiền túi làm một phim ngắn có tên Hai, tư, sáu rồi sau đó đem phim ngắn này tới Liên hoan phim Cannes 2012 trình chiếu nhằm tìm kiếm các đối tác tài trợ từ nước ngoài. Từ tháng 11 năm 2012, Đập cánh giữa không trung nhận được nhiều khoản hỗ trợ từ các quỹ điện ảnh như World Cinema, World Cinema Support và Francophonie của Pháp, Sorfund của Na Uy, CDEF của Đại sứ quán Đan Mạch, A&C của Việt Nam và Global của Hoa Kỳ. Đập cánh giữa không trung khởi quay từ mùa hè năm 2013, với quá trình làm hậu kỳ cho phim diễn ra hoàn toàn tại Pháp. Tác phẩm công chiếu lần đầu tại Liên hoan phim quốc tế Venezia lần thứ 71 và ra mắt tại tất cả các cụm rạp của Việt Nam ngày 23 tháng 1 năm 2015. Phim được Liên đoàn các nhà phê bình phim châu Âu và Địa Trung Hải (FEDEORA) trao giải Phim hay nhất tại Tuần phê bình phim quốc tế Venezia, đồng thời giúp Nguyễn Hoàng Điệp giành giải thưởng Đạo diễn xuất sắc nhất tại Liên hoan phim quốc tế Bratislava 2014.
Đầu năm 2017, Nguyễn Hoàng Điệp cho biết cô đang chuẩn bị thực hiện dự án điện ảnh thứ hai mang tên Chuyện buồn nhất thế gian, với nội dung lấy cảm hứng từ những vụ án tình dục có thật, trong đó phụ nữ vừa là nạn nhân vừa là thủ phạm. Tuy nhiên đến cuối năm 2020, cô cho biết mình vẫn chưa thực hiện được bộ phim do những khó khăn ở khâu kịch bản. Trước đó vào năm 2019, Nguyễn Hoàng Điệp đảm nhiệm vai trò sản xuất cho phim độc lập Ròm của đạo diễn Trần Thanh Huy. Tác phẩm đạt nhiều kỷ lục phòng vé trong năm, và cùng với Tiệc trăng máu chiếm 30% doanh thu của tất cả phim Việt ra mắt năm 2020. Phim khởi chiếu tại Việt Nam vào tháng 9 năm 2020, nhận về nhiều tranh cãi ở khâu kiểm duyệt cũng như tạo ra các luồng tranh cãi lớn trong cộng đồng về nội dung phim. Ròm đã đạt nhiều giải thưởng quan trọng tại Liên hoan phim quốc tế Busan 2019 và Liên hoan phim quốc tế Fantasia. Tại Việt Nam, Ròm về nhất ở hạng mục Phim được yêu thích nhất tại Lễ trao giải Mai Vàng. Tháng 8 năm 2021, các nguồn tin cho biết Nguyễn Hoàng Điệp sẽ đảm nhiệm vai trò nhà sản xuất cho Memento Mori: Nước – dự án phim thuộc bộ ba tác phẩm Memento Mori the Movie do Marcus Mạnh Cường Vũ đạo diễn, được giới thiệu tại chợ dự án của Liên hoan phim quốc tế Busan 2021.

## Đời tư
Nguyễn Hoàng Điệp có hai con. Cô cũng là người sáng lập Ơ kìa Hà Nội, một không gian sáng tạo với mục đích kết nối nghệ thuật và đời sống, nghệ sĩ và công chúng. Từ năm 2021, Nguyễn Hoàng Điệp là đảm nhiệm vai trò thành viên Hội đồng Trung ương thẩm định và phân loại phim truyện của Cục Điện ảnh Việt Nam, thuộc nhiệm kỳ 2021–2023. Nguyễn Hoàng Điệp cũng từng được chính phủ Pháp trao tặng Huân chương Văn học Nghệ thuật.

## Danh sách phim

### Phim điện ảnh
| Năm  | Tựa đề                    | Vai trò  | Vai trò  | Vai trò  | Ghi chú               |
| Năm  | Tựa đề                    | Đạo diễn | Sản xuất | Kịch bản | Ghi chú               |
| ---- | ------------------------- | -------- | -------- | -------- | --------------------- |
| 2005 | Mùa thứ 5                 | Có       | Có       | Có       | Phim ngắn             |
| 2010 | Bi, đừng sợ!              | Không    | Có       | Không    |                       |
| 2012 | Hai, tư, sáu              | Có       | Có       | Có       | Phim ngắn             |
| 2014 | Đập cánh giữa không trung | Có       | Có       | Có       | Phim đạo diễn đầu tay |
| 2019 | Ròm                       | Không    | Có       | Không    | Trợ lý sản xuất       |
| TBA  | Memento Mori: Nước        | Không    | Có       | Không    |                       |
| TBA  | Chuyện buồn nhất thế gian | Có       | Có       | Có       |                       |

### Phim truyền hình
| Năm       | Tựa đề     |
| --------- | ---------- |
| 2008      | Chít và Pi |
| 2009–2010 | Bộ tứ 10A8 |